# Myszkówka białonoga
Myszkówka białonoga (Myomyscus verreauxii) – gatunek gryzonia z rodziny myszowatych, występujący endemicznie w Południowej Afryce.

## Systematyka
Gatunek został opisany naukowo w 1834 roku przez A. Smitha na podstawie okazu z Półwyspu Przylądkowego koło Kapsztadu w RPA. Najstarsze skamieniałości tego gatunku lub pokrewnej formy pochodzą z późnego pliocenu. Analizy genów kodujących cytochrom b i białko IRBP wskazują na różnice dzielące ten gatunek od myszkówki sawannowej (Ochromyscus brockmani) i myszkówki jemeńskiej (Ochromyscus yemeni), sytuują ją bliżej brodzika (Colomys) i myszatki (Zelotomys). Analizy większej próby genów mogą pozwolić na rewizję systematyki tych afrykańskich myszy. Nie wyróżnia się podgatunków.

## Występowanie
Myszkówka białonoga jest południowoafrykańskim endemitem, występuje tylko w formacji fynbos w Prowincji Przylądkowej Zachodniej RPA, częściowo wchodząc na teren Prowincji Przylądkowej Wschodniej i Prowincji Przylądkowej Północnej.

## Wygląd
Jest to mała mysz, o płowobrązowym ubarwieniu grzbietu, bledszych bokach i białoszarym spodzie ciała. Włosy grzbietu mają szarą nasadę, są długie (8–12 mm) i miękkie. Od pokrewnych myszorówek (Mastomys) można odróżnić ją po dłuższym ogonie w stosunku do reszty ciała, bielszym spodzie ciała i mniejszej liczbie sutków u samicy (5 par, w porównaniu do 12 par u myszorówki przylądkowej).

## Tryb życia
Myszkówki białonogie prowadzą naziemny, nocny tryb życia. Zamieszkują różnorodne siedliska, zarówno górskie jak i nizinne. Są dość częste w nadrzecznych lasach, żyją na trawiastych zboczach i skrajach lasów. Występują na podmokłych terenach trawiastych takich jak vlei, chronią się pod przewróconymi drzewami. Nie wiadomo, czy potrafią przeżyć na terenach zmienionych przez działalność człowieka, ale nie stwierdzono ich na plantacjach sosen. Starsze badania stwierdzały, że gryzoń ten jest zależny od dostępności nasion srebrnikowatych, nowsze wskazują, że ważną częścią diety myszkówki białonogiej są też owady. Jest ona ważna dla zapylania roślin z rodzaju srebrnik (Protea).

## Liczebność i ochrona
Gatunek ten nie jest pospolity i ma naturalnie rozdrobnione obszary występowania, ale lokalnie bywa liczny i populacja wydaje się stabilna. W górach Cederberg stanowiły one połowę chwytanych małych gryzoni. Niżej położone obszary występowania tego gatunku są zagrożone postępującą urbanizacją i rozwojem rolnictwa. Wyżej położone tereny są mniej zagrożone, występuje ona też w obszarach chronionych, takich jak Park Narodowy West Coast. Przewiduje się, że zmiana klimatu wpłynie negatywnie na srebrnikowate, a to może stanowić zagrożenie dla myszkówki. Obecnie jest ona klasyfikowana jako gatunek najmniejszej troski, ale Międzynarodowa Unia Ochrony Przyrody zaleca monitorowanie i kontrolę zmian jej środowiska oraz ocenę wielkości populacji.